# William Osula
William Idamudia Daugaard Osula (ur. 4 sierpnia 2003 w Aarhus) – duński piłkarz pochodzenia angielskiego, grający na pozycji napastnika w klubie Newcastle United